# Vintilă Brătianu
Vintilă Brătianu, född 1867 och död 23 december 1930, var en rumänsk politiker. Han var son till Ion Brătianu och bror till Ionel Brătianu.

## Biografi
Brătianu var chef för Rumäniens riksbank, när han 1914 mottog krigsministerportföljen i sin brors andra ministär. Han innehade därefter flera ministerposter i broderns följande ministärer. När denne dog 1927 efterträdde Vintilă Brătianu honom som regeringschef. Under hans regering kom det länge närda hatet mot den liberala regimen, som den letts av Brătianu och hans föregångare, till uttryck. Attacken mot "dynastin Brătianu" och det liberala partiet leddes av det nationalistiska bondepartiets ledare Iuliu Maniu. Manius opposition kulminerade i ett "bondetåg" den 6 maj 1928 med över 100 000 deltagare, och Maniu efterträdde Brătianu som ministerpresident 3 november samma år. I valen i december 1928 beseglades det liberala partiets undergång, och deras mandatsiffror föll från 293 till 13, medan bondepartiet erhöll hela 333 mandat.